# Cyrtodesmus lobatus
Cyrtodesmus lobatus är en mångfotingart som beskrevs av Loomis 1974. Cyrtodesmus lobatus ingår i släktet Cyrtodesmus och familjen Cyrtodesmidae. Inga underarter finns listade i Catalogue of Life.